# Plan d'eau de Metz
Le plan d’eau de Metz, parfois nommé plan d’eau du Saulcy, le plus souvent simplement Plan d’eau, constitue un des plus importants espaces verts de l’agglomération malgré son étendue modeste comparée au parc de la Seille. Il est situé en majeure partie sur la commune de Longeville-lès-Metz. Le bras de la Moselle pénétrant à Metz à travers le plan d’eau le partage en deux parties : le plan d’eau Saint-Symphorien à proprement parler rive gauche sur Longeville-lès-Metz, et le parc du lac aux Cygnes rive droite à Metz intra-muros.

## Histoire

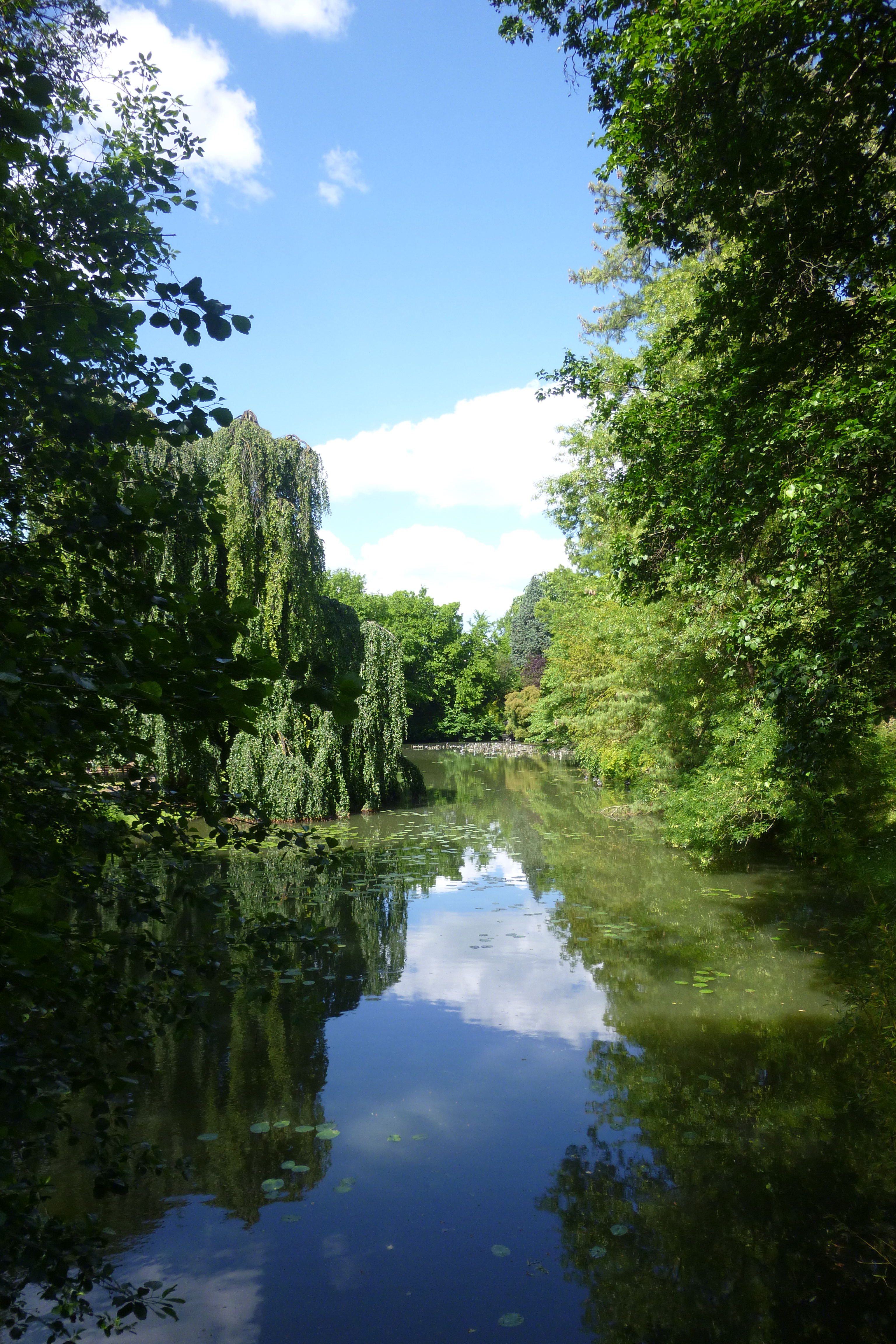
Le Lac aux Cygnes, ancien fossé militaire de la citadelle de Metz

Le plan d’eau est un bassin artificiel créé dans les années 1970 dans l’île Saint-Symphorien à partir des bras de la Moselle voisine.
Jusqu’au XIXe siècle cette zone de l’île était une zone semi-marécageuse constituée autour de la confluence entre deux bras de la Moselle, le bras de la Pucelle et le bras du Saulcy avant leur entrée dans la ville de Metz, formant alors la Moselle canalisée, des bras alors très fréquentés par les bateaux, souvent marchands. Le secteur, directement sous les remparts de la ville médiévale puis moderne servira de zone de défense pendant plus de cinq siècles, la construction de la citadelle agrémentée de fossés se déversant dans le bras-mort – le lac aux Cygnes étant le vestige de l’ancien fossé déversoir – viendra renforcer ce rôle défensif de même que les fortifications ultérieures de Vauban et autres, qu’elles soient sur l’île Saint-Symphorien, l’île du Saulcy, ou rive droite.

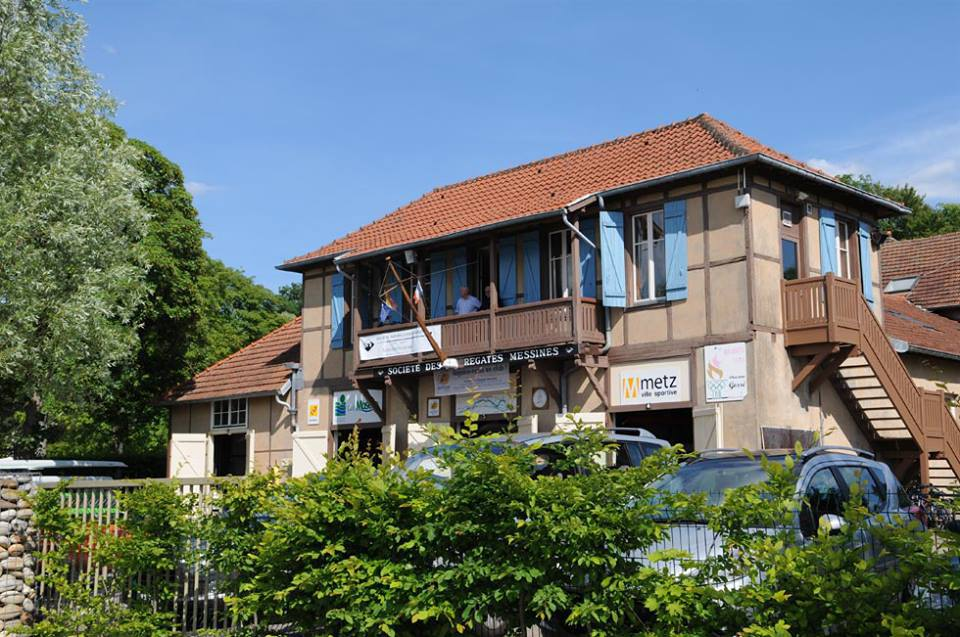
Bâtiment de la Société des régates messines construit avec des matériaux rustiques et démontables, comme voulu par l'administration militaire du XIXe siècle

Au XIXe siècle, cette fonction défensive du site tend très progressivement à disparaître, le percement du canal de Jouy aboutissant à la ville de Metz facilite le transit fluvial en direction de la cité ainsi que des mines de fer des vallées de l’Orne et de la Fensch. Toutefois, le rôle militaire du site ne permet pas les constructions en dur, ainsi la maison de l’éclusier, à la jonction du canal de Jouy avec le bras de la Pucelle, longtemps occupée par le service des voies navigables de France est une maison à colombages, un type de bâtisses très rares à Metz. Avec le démantèlement progressif de la citadelle débuté dès 1802, le lac aux Cygnes, au bord des remparts, et le pré Saint-Symphorien, dans le creux de la Moselle, deviennent un lieu privilégié pour les promenades, particulièrement sous l’annexion allemande, si bien que son aménagement était déjà sérieusement envisagé en 1906.
Dans les années 1960, l’implantation de l’autoroute A31 dans l’est de l’île Saint-Symphorien et donc de la commune de Longeville-lès-Metz dans un objectif de proximité avec le noyau urbain de Metz, nécessite un prélèvement massif de terre au niveau du pré Saint-Symphorien, de sorte que ce dernier se voit envahi par les eaux de la Moselle. L’autoroute permet l’aménagement de la zone en base de loisir constituée autour de ce nouveau plan d’eau jusqu’en 1974, date de son ouverture.

## Organisation et utilisation des espaces

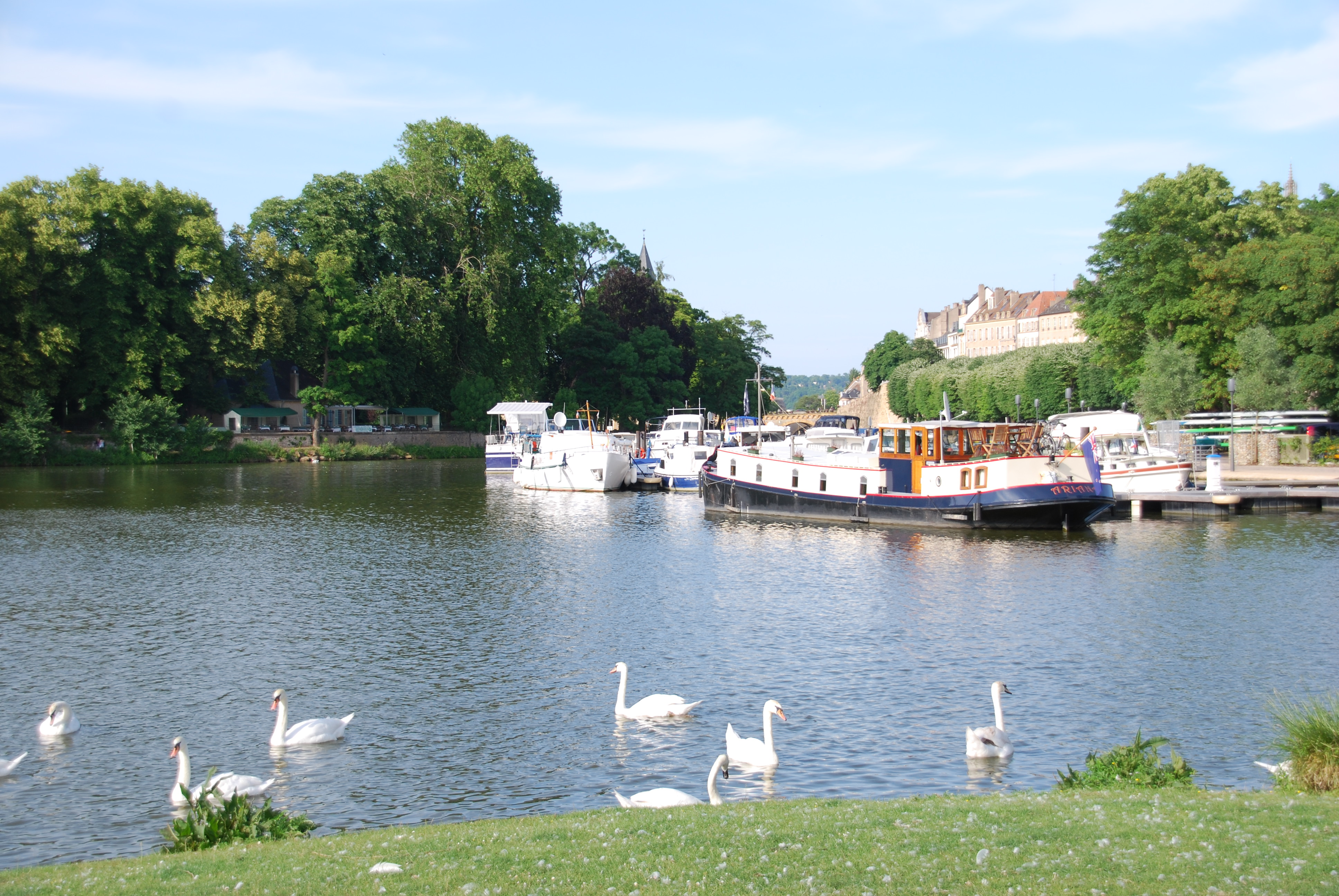
Vue sur le port de plaisance du quai des Régates

Le plan d’eau se compose de deux zones distinctes : la partie longevilloise à l’ouest constituant la plus grande zone du parc, bordée de l’ouest au sud par l’autoroute et de l’est au nord par les eaux, et à l’est la partie messine, dénommée parc du Lac-aux-Cygnes, établie autour de la lagune (ou défluent) éponyme, bordée à l’est par les anciens remparts de la ville et à l’ouest par le plan d’eau et la Moselle, elle se prolonge au nord par le quai des Régates jusqu’au Moyen-Pont et par les berges du canal de Jouy au sud. Ces deux zones sont directement reliées par la passerelle du Plan d’eau, mais également par le pont de l’autoroute, accessibles pour les piétons, à l’extrémité sud.

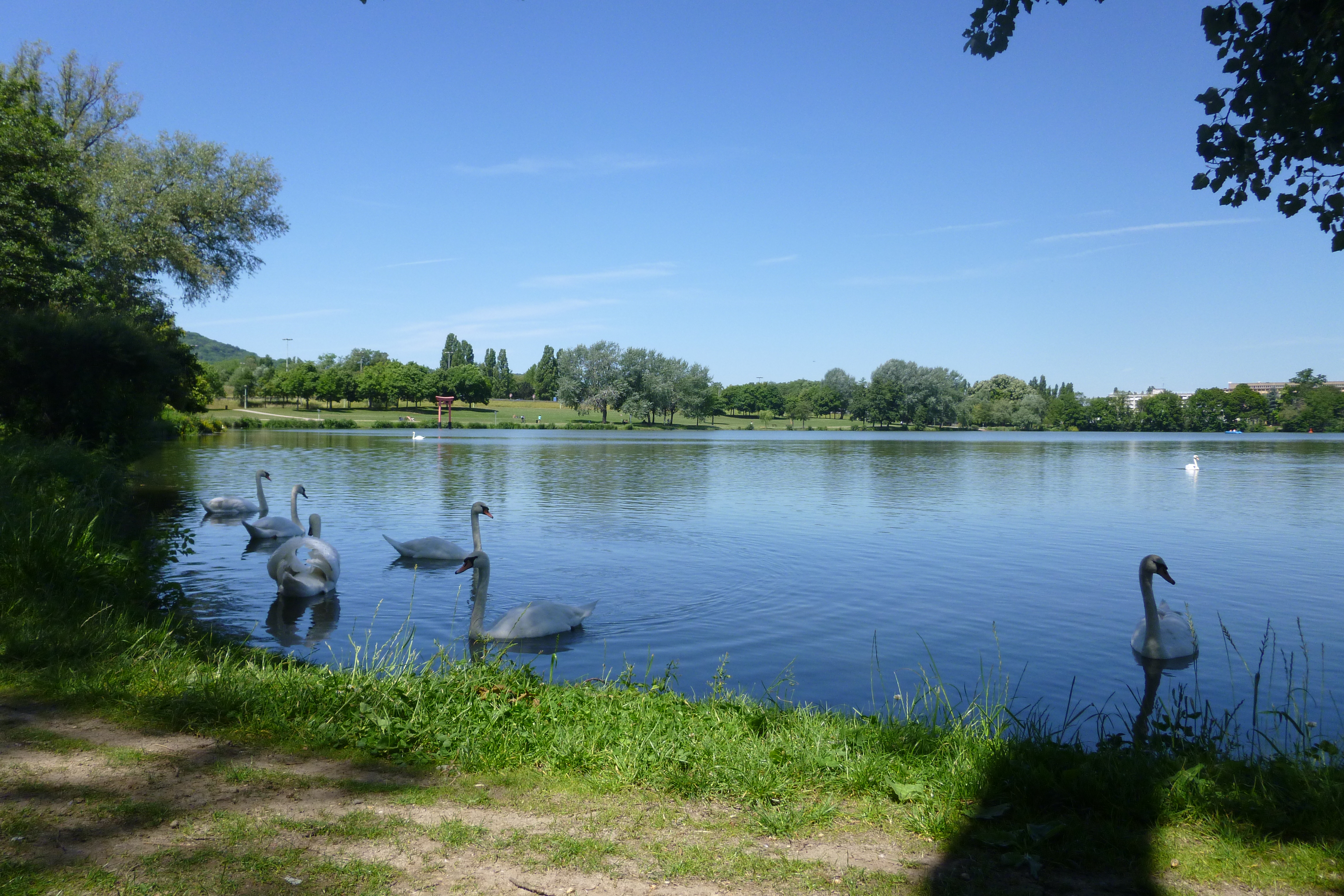
Des cygnes se déplaçant sur le plan d’eau

Une base de loisirs avec des jeux pour enfants est établie du côté de Longeville-lès-Metz accompagnée d’une buvette et d’un manège. La majeure partie du site de promenades est constituée de grandes étendues de prés herbeux, ou la présence d’arbres est relativement éparse, mis-à-part sur les abords directs du plan d’eau, où la baignade n’est pas autorisée. Autour de la côte menant à la passerelle, le parc prend plus la forme d’un jardin d’ornement à la façon du jardin des Tanneurs, organisé autour d’un chêne imposant. Les zones extérieures du parc, en bordure de l’autoroute, forment avec leur forte concentration d’arbres une sorte bois urbain. C’est sur cette zone du plan d’eau qu’ont lieu en été successivement, le feu d’artifice du 14 juillet et l’installation de loisirs estivaux Metz Plage.
Le parc du Lac-aux-Cygnes, plus ancien et plus ombragé, relève plus d’une organisation typique du XIXe siècle, avec des espaces piétons plus importants, notamment au niveau des berges de la Moselle, ou quai des Régates, aménagées dans la continuité des promenades urbaines de Metz. Sur ces berges, en direction du centre-ville est établi le port de plaisance, labellisé Pavillon bleu en 2013, qui accueille les bateaux à moteur et loue des pédalos permettant d’atteindre le centre-ville de Metz ou d’accéder aux zones en amont de la Moselle. Le lac aux Cygnes, limité à l’est par les remparts médiévaux et agrémenté de la sculpture Vision antique de 1926, est connu pour accueillir le spectacle son et lumière ainsi que d’autres événements utilisant les fontaines installées dans l’eau. Le parc du lac aux Cygnes est doté d’un accès direct à l’Esplanade via un escalier côté est.